# 张联盟
张联盟（1955年1月23日—），男，湖北天门人，中国功能梯度复合材料专家。现为武汉理工大学教授。2017年当选中国工程院院士。

## 生平
1978年毕业于武汉建筑材料工业学院。1986年获武汉工业大学硕士学位。1997年获日本东北大学材料物性学工学博士学位。